# Sex Bomb
Sex Bomb är en låt inspelad av Tom Jones år 1999. Låten blev snabbt en hit och spelades ofta på diskotek runt om i världen. Låten har en så kallad "sexy attitude", vilket är vanligt i Tom Jones låtar.

## Låtlistor
CD-singel 1 - Storbritannien
1. "Sex Bomb" (Peppermint Disco radio mix) — 3:55
2. "Sex Bomb" (Sounds of Life half vocal mix) — 6:40
3. "Sex Bomb" (Strike Boys mix) — 5:33
4. "Sex Bomb" (album version) — 3:30

CD-singel 2 - Storbritannien
1. "Sex Bomb" (Peppermint Disco radio mix) — 3:55
2. "Sex Bomb" (Agent Sumo's freestyle mix)
3. "Sex Bomb" (Peppermint Disco dub mix)
4. "Sex Bomb" (video)

CD-singel - Europa
1. "Sex Bomb" (albumversion) — 3:34
2. "Sex Bomb" (Peppermint Disco radio mix) — 3:57
3. "Sex Bomb" (Peppermint Disco mix) — 6:28
4. "Sex Bomb" (Strike Boys mix) — 5:35
5. "Sex Bomb" (Sounds of Life half vocal mix) — 6:39

CD-maxi - Australien
1. "Sex Bomb" (albumversion) — 3:32
2. "Sex Bomb" (Peppermint Disco radio mix) — 3:55
3. "Sex Bomb" (Peppermint Disco mix) — 6:26
4. "Sex Bomb" (Sounds of Life half vocal mix) — 6:39
5. "Sex Bomb" (Sounds of Life bub mix) — 5:53
6. "Sex Bomb" (Mousse T's big beat) — 4:07
7. "Sex Bomb" (Strike Boys mix) — 5:32

## Listplaceringar och försäljningar
| Lista (2000)                        | Högsta position |
| ----------------------------------- | --------------- |
| Australiens ARIA-singellista        | 35              |
| Österrikes singellista              | 3               |
| Belgiens singellista för Flandern   | 11              |
| Belgiens singellista för Vallonien  | 2               |
| Nederländernas Top 40               | 10              |
| Finlands singellista                | 5               |
| Frankrikes SNEP-singellista         | 1               |
| Tysklands singellista               | 3               |
| Irlands IRMA-singellista            | 7               |
| Italiens FIMI-singellista           | 2               |
| Norges singellista                  | 18              |
| Sveriges singellista                | 9               |
| Schweiz singellista                 | 1               |
| Storbritanniens singellista         | 3               |
| Lista (2004)                        | Högsta position |
| USA:s Billboard Hot Dance Club Play | 11              |

| Lista (2000)                       | Position |
| ---------------------------------- | -------- |
| Österrikes singellista             | 33       |
| Belgiens singellista för Flandern  | 78       |
| Belgiens singellista för Vallonien | 16       |
| Nederländernas Top 40              | 36       |
| Frankrikes singellista             | 10       |
| Schweiz singellista                | 10       |

| Land      | Certifiering | Datum            | Certifierade sålda exemplar |
| --------- | ------------ | ---------------- | --------------------------- |
| Österrike | Guld         | 4 april 2000     | 15 000                      |
| Frankrike | Guld         | 15 mars 2000     | 250,000                     |
| Tyskland  | Guld         | 2000             | 250 000                     |
| Sverige   | Guld         | 24 februari 2000 | 10 000                      |
| Schweiz   | Guld         | 2000             | 25 000                      |

### Fotnoter
1. 1 2 3 4 5 6 7 8 9 10 11  "Sex Bomb", in various singles charts Lescharts.com (Läst 20 september 2008)
2. 1 2  ”Single top 100 over 2000” (på nederländska) (pdf). Top40. http://www.top40.nl/pdf/Top%20100/top%20100%20-%202000.pdf. Läst 30 april 2010.
3. ↑  Irish Single Chart Irishcharts.ie (Läst 20 september 2008)
4. ↑  "Sex Bomb", UK Singles Chart Chartstats.com (Läst 20 september 2008)
5. ↑  Billboard [Sex Bomb på Allmusic (engelska) allmusic.com] (Läst 20 september 2008)
6. ↑  2000 Austrian Singles Chart Austriancharts.at (Läst 20 september 2008)
7. ↑  2000 Belgian (Flanders) Singles Chart Ultratop.be (Läst 20 september 2008)
8. ↑  2000 Belgian (Wallonia) Singles Chart Ultratop.be (Läst 20 september 2008)
9. ↑  2000 French Singles Chart Disqueenfrance.com Arkiverad 8 mars 2012 hämtat från the Wayback Machine. (Läst 20 september 2008)
10. ↑  2000 Swiss Singles Chart Hitparade.ch (Läst 20 september 2008)
11. ↑  Austrian certifications ifpi.at (Läst 20 september 2008)
12. ↑  French certifications Disqueenfrance.com Arkiverad 23 februari 2012 hämtat från the Wayback Machine. (Läst 20 september 2008)
13. ↑  ”Gold-/Platin-Datenbank ('Sex Bomb')” (på German). Gold-/Platin-Datenbank ('Sex Bomb'). Bundesverband Musikindustrie. http://www.musikindustrie.de/gold_platin_datenbank/?action=suche&strTitel=Sex+Bomb&strInterpret=&strTtArt=alle&strAwards=checked. Läst 20 september 2008.
14. ↑  Swedish certifications Ifpi.se Arkiverad 17 december 2008 hämtat från the Wayback Machine. (Läst 20 september 2008)
15. ↑  Swiss certifications Swisscharts.com (Läst 20 september 2008)